# Lista över fornlämningar i Mörbylånga kommun (Stenåsa)
Lista över fornlämningar i Mörbylånga kommun (Stenåsa) är en förteckning av ett urval av de fornlämningar som finns i Stenåsa i Mörbylånga kommun.
| Namn                          | Lämningstyp                      | Tillkomsttid | Historisk indelning | Plats | Läge                 | ID-nr          | Bild                                 |
| ----------------------------- | -------------------------------- | ------------ | ------------------- | ----- | -------------------- | -------------- | ------------------------------------ |
| Stenåsa 1:1                   | Gravfält                         |              | Stenåsa, Öland      |       | 56.548672, 16.621097 | 10086700010001 | Ladda upp en bild av detta fornminne |
| Stenåsa 2:1                   | Stensättning                     |              | Stenåsa, Öland      |       | 56.546447, 16.622477 | 10086700020001 | Ladda upp en bild av detta fornminne |
| Stenåsa 3:1                   | Husgrund, förhistorisk/medeltida |              | Stenåsa, Öland      |       | 56.548631, 16.627266 | 10086700030001 | Ladda upp en bild av detta fornminne |
| Stenåsa 5:1                   | Grav markerad av sten/block      |              | Stenåsa, Öland      |       | 56.544666, 16.610939 | 10086700050001 | Ladda upp en bild av detta fornminne |
| Stenåsa 5:2                   | Stensättning                     |              | Stenåsa, Öland      |       | 56.544745, 16.611105 | 10086700050002 | Ladda upp en bild av detta fornminne |
| Stenåsa 5:3                   | Stensättning                     |              | Stenåsa, Öland      |       | 56.544844, 16.611247 | 10086700050003 | Ladda upp en bild av detta fornminne |
| Stenåsa 9:1                   | Gravfält                         |              | Stenåsa, Öland      |       | 56.546487, 16.620150 | 10086700090001 | Ladda upp en bild av detta fornminne |
| Stenåsa 9:2                   | Stensättning                     |              | Stenåsa, Öland      |       | 56.545703, 16.619362 | 10086700090002 | Ladda upp en bild av detta fornminne |
| Stenåsa 12:1                  | Stensättning                     |              | Stenåsa, Öland      |       | 56.539972, 16.627979 | 10086700120001 | Ladda upp en bild av detta fornminne |
| Stenåsa 12:2                  | Grav markerad av sten/block      |              | Stenåsa, Öland      |       | 56.540013, 16.628184 | 10086700120002 | Ladda upp en bild av detta fornminne |
| Stenåsa 12:3                  | Stensättning                     |              | Stenåsa, Öland      |       | 56.540001, 16.628470 | 10086700120003 | Ladda upp en bild av detta fornminne |
| Flajenrör (Stenåsa 13:1)      | Röse                             |              | Stenåsa, Öland      |       | 56.542507, 16.586766 | 10086700130001 | Ladda upp en bild av detta fornminne |
| Stenåsa 15:1                  | Gravfält                         |              | Stenåsa, Öland      |       | 56.547324, 16.582769 | 10086700150001 | Ladda upp en bild av detta fornminne |
| Stenåsa 16:1                  | Stensättning                     |              | Stenåsa, Öland      |       | 56.548847, 16.591915 | 10086700160001 | Ladda upp en bild av detta fornminne |
| Stenåsa 16:2                  | Stensättning                     |              | Stenåsa, Öland      |       | 56.549025, 16.591767 | 10086700160002 | Ladda upp en bild av detta fornminne |
| Stenåsa 16:3                  | Stensättning                     |              | Stenåsa, Öland      |       | 56.549120, 16.591575 | 10086700160003 | Ladda upp en bild av detta fornminne |
| Stenåsa 18:1                  | Gravfält                         |              | Stenåsa, Öland      |       | 56.549059, 16.599746 | 10086700180001 | Ladda upp en bild av detta fornminne |
| Stenåsa 19:1                  | Stensättning                     |              | Stenåsa, Öland      |       | 56.548400, 16.602259 | 10086700190001 | Ladda upp en bild av detta fornminne |
| Stenåsa 19:2                  | Stensättning                     |              | Stenåsa, Öland      |       | 56.548883, 16.601578 | 10086700190002 | Ladda upp en bild av detta fornminne |
| Stenåsa 20:1                  | Stensättning                     |              | Stenåsa, Öland      |       | 56.544984, 16.607417 | 10086700200001 | Ladda upp en bild av detta fornminne |
| Stenåsa 20:2                  | Grav markerad av sten/block      |              | Stenåsa, Öland      |       | 56.545231, 16.607469 | 10086700200002 | Ladda upp en bild av detta fornminne |
| Stenåsa 23:1                  | Gravfält                         |              | Stenåsa, Öland      |       | 56.547633, 16.609875 | 10086700230001 | Ladda upp en bild av detta fornminne |
| Stenåsa 24:1                  | Stensättning                     |              | Stenåsa, Öland      |       | 56.542994, 16.606484 | 10086700240001 | Ladda upp en bild av detta fornminne |
| Stenåsa 24:2                  | Stensättning                     |              | Stenåsa, Öland      |       | 56.543078, 16.606560 | 10086700240002 | Ladda upp en bild av detta fornminne |
| Stenåsa 24:3                  | Stensättning                     |              | Stenåsa, Öland      |       | 56.543190, 16.606599 | 10086700240003 | Ladda upp en bild av detta fornminne |
| Stenåsa 25:1                  | Grav markerad av sten/block      |              | Stenåsa, Öland      |       | 56.538205, 16.606439 | 10086700250001 | Ladda upp en bild av detta fornminne |
| Stenåsa 26:1                  | Stensättning                     |              | Stenåsa, Öland      |       | 56.537697, 16.606179 | 10086700260001 | Ladda upp en bild av detta fornminne |
| Stenåsa 29:1                  | Stensättning                     |              | Stenåsa, Öland      |       | 56.544615, 16.601304 | 10086700290001 | Ladda upp en bild av detta fornminne |
| Stenåsa 29:2                  | Grav markerad av sten/block      |              | Stenåsa, Öland      |       | 56.544502, 16.601232 | 10086700290002 | Ladda upp en bild av detta fornminne |
| Stenåsa 29:3                  | Stensättning                     |              | Stenåsa, Öland      |       | 56.544690, 16.601115 | 10086700290003 | Ladda upp en bild av detta fornminne |
| Stenåsa 29:4                  | Hög                              |              | Stenåsa, Öland      |       | 56.545039, 16.600805 | 10086700290004 | Ladda upp en bild av detta fornminne |
| Stenåsa 31:1                  | Stensättning                     |              | Stenåsa, Öland      |       | 56.549684, 16.575400 | 10086700310001 | Ladda upp en bild av detta fornminne |
| Örnkullen (Stenåsa 37:1)      | Röse                             |              | Stenåsa, Öland      |       | 56.516425, 16.553521 | 10086700370001 | Ladda upp en bild av detta fornminne |
| Örnkullen (Stenåsa 37:2)      | Stensättning                     |              | Stenåsa, Öland      |       | 56.516482, 16.553799 | 10086700370002 | Ladda upp en bild av detta fornminne |
| Örnkullen (Stenåsa 37:3)      | Stensättning                     |              | Stenåsa, Öland      |       | 56.516386, 16.553988 | 10086700370003 | Ladda upp en bild av detta fornminne |
| Örnkullen (Stenåsa 37:4)      | Stensättning                     |              | Stenåsa, Öland      |       | 56.516558, 16.553498 | 10086700370004 | Ladda upp en bild av detta fornminne |
| Stenåsa 38:1                  | Hög                              |              | Stenåsa, Öland      |       | 56.515551, 16.569229 | 10086700380001 | Ladda upp en bild av detta fornminne |
| Stenåsa 39:1                  | Gravfält                         |              | Stenåsa, Öland      |       | 56.545693, 16.611962 | 10086700390001 | Ladda upp en bild av detta fornminne |
| Stenåsa 42:1                  | Husgrund, förhistorisk/medeltida |              | Stenåsa, Öland      |       | 56.544927, 16.620249 | 10086700420001 | Ladda upp en bild av detta fornminne |
| Stenåsa 42:2                  | Husgrund, förhistorisk/medeltida |              | Stenåsa, Öland      |       | 56.544848, 16.620419 | 10086700420002 | Ladda upp en bild av detta fornminne |
| Stenåsa 42:3                  | Stensättning                     |              | Stenåsa, Öland      |       | 56.545002, 16.621297 | 10086700420003 | Ladda upp en bild av detta fornminne |
| Stenåsa 42:4                  | Husgrund, förhistorisk/medeltida |              | Stenåsa, Öland      |       | 56.544857, 16.620023 | 10086700420004 | Ladda upp en bild av detta fornminne |
| Tannes hög (Stenåsa 44:1)     | Hög                              |              | Stenåsa, Öland      |       | 56.493067, 16.579075 | 10086700440001 | Ladda upp en bild av detta fornminne |
| Tannes hög (Stenåsa 44:2)     | Stensättning                     |              | Stenåsa, Öland      |       | 56.492943, 16.578887 | 10086700440002 | Ladda upp en bild av detta fornminne |
| Tannes hög (Stenåsa 44:3)     | Stensättning                     |              | Stenåsa, Öland      |       | 56.493326, 16.579312 | 10086700440003 | Ladda upp en bild av detta fornminne |
| Tannes hög (Stenåsa 44:4)     | Stensättning                     |              | Stenåsa, Öland      |       | 56.493411, 16.579416 | 10086700440004 | Ladda upp en bild av detta fornminne |
| Stenåsa 45:1                  | Röse                             |              | Stenåsa, Öland      |       | 56.498890, 16.536279 | 10086700450001 | Ladda upp en bild av detta fornminne |
| Rörbacken (Stenåsa 46:1)      | Röse                             |              | Stenåsa, Öland      |       | 56.502207, 16.537344 | 10086700460001 | Ladda upp en bild av detta fornminne |
| Stenåsa 47:1                  | Stensättning                     |              | Stenåsa, Öland      |       | 56.528736, 16.583832 | 10086700470001 | Ladda upp en bild av detta fornminne |
| Stenåsa 48:1                  | Stensättning                     |              | Stenåsa, Öland      |       | 56.527530, 16.577226 | 10086700480001 | Ladda upp en bild av detta fornminne |
| Stenåsa 49:1                  | Stensättning                     |              | Stenåsa, Öland      |       | 56.531026, 16.565412 | 10086700490001 | Ladda upp en bild av detta fornminne |
| Stenåsa 51:1                  | Gravfält                         |              | Stenåsa, Öland      |       | 56.547957, 16.593932 | 10086700510001 | Ladda upp en bild av detta fornminne |
| Stenåsa 52:1                  | Stensättning                     |              | Stenåsa, Öland      |       | 56.547360, 16.596756 | 10086700520001 | Ladda upp en bild av detta fornminne |
| Stenåsa 52:2                  | Stensättning                     |              | Stenåsa, Öland      |       | 56.547147, 16.596997 | 10086700520002 | Ladda upp en bild av detta fornminne |
| Stenåsa 53:1                  | Stensättning                     |              | Stenåsa, Öland      |       | 56.543354, 16.573289 | 10086700530001 | Ladda upp en bild av detta fornminne |
| Stenåsa 53:2                  | Stensättning                     |              | Stenåsa, Öland      |       | 56.543551, 16.573197 | 10086700530002 | Ladda upp en bild av detta fornminne |
| Stenåsa 54:1                  | Husgrund, förhistorisk/medeltida |              | Stenåsa, Öland      |       | 56.529501, 16.593903 | 10086700540001 | Ladda upp en bild av detta fornminne |
| Stenåsa 54:2                  | Husgrund, förhistorisk/medeltida |              | Stenåsa, Öland      |       | 56.529378, 16.593927 | 10086700540002 | Ladda upp en bild av detta fornminne |
| Stenåsa 57:1                  | Stensättning                     |              | Stenåsa, Öland      |       | 56.518647, 16.584288 | 10086700570001 | Ladda upp en bild av detta fornminne |
| Stenåsa 57:2                  | Stensättning                     |              | Stenåsa, Öland      |       | 56.518555, 16.584476 | 10086700570002 | Ladda upp en bild av detta fornminne |
| Stenåsa 58:1                  | Stensättning                     |              | Stenåsa, Öland      |       | 56.518055, 16.585661 | 10086700580001 | Ladda upp en bild av detta fornminne |
| Stenåsa 59:1                  | Husgrund, förhistorisk/medeltida |              | Stenåsa, Öland      |       | 56.518271, 16.588622 | 10086700590001 | Ladda upp en bild av detta fornminne |
| Stenåsa 59:2                  | Husgrund, förhistorisk/medeltida |              | Stenåsa, Öland      |       | 56.518135, 16.588590 | 10086700590002 | Ladda upp en bild av detta fornminne |
| Stenåsa 61:1                  | Stensättning                     |              | Stenåsa, Öland      |       | 56.527958, 16.621702 | 10086700610001 | Ladda upp en bild av detta fornminne |
| Stenåsa 61:2                  | Stensättning                     |              | Stenåsa, Öland      |       | 56.528018, 16.622740 | 10086700610002 | Ladda upp en bild av detta fornminne |
| Stenåsa 64:2                  | Hällristning                     |              | Stenåsa, Öland      |       | 56.544247, 16.560926 | 10086700640002 | Ladda upp en bild av detta fornminne |
| Stenåsa 68:2                  | Stenkistgrav                     |              | Stenåsa, Öland      |       | 56.500505, 16.583953 | 10086700680002 | Ladda upp en bild av detta fornminne |
| Stenåsa 71:1                  | Stensättning                     |              | Stenåsa, Öland      |       | 56.484659, 16.603448 | 10086700710001 | Ladda upp en bild av detta fornminne |
| Stenåsa 75:1                  | Husgrund, förhistorisk/medeltida |              | Stenåsa, Öland      |       | 56.511116, 16.602968 | 10086700750001 | Ladda upp en bild av detta fornminne |
| Stenåsa 75:2                  | Stensättning                     |              | Stenåsa, Öland      |       | 56.511326, 16.603340 | 10086700750002 | Ladda upp en bild av detta fornminne |
| Stenåsa 75:3                  | Husgrund, förhistorisk/medeltida |              | Stenåsa, Öland      |       | 56.511459, 16.603433 | 10086700750003 | Ladda upp en bild av detta fornminne |
| Stenåsa 77:1                  | Husgrund, förhistorisk/medeltida |              | Stenåsa, Öland      |       | 56.517533, 16.587972 | 10086700770001 | Ladda upp en bild av detta fornminne |
| Stenåsa 77:2                  | Husgrund, förhistorisk/medeltida |              | Stenåsa, Öland      |       | 56.517511, 16.587752 | 10086700770002 | Ladda upp en bild av detta fornminne |
| Stenåsa 78:1                  | Grav- och boplatsområde          |              | Stenåsa, Öland      |       | 56.515675, 16.578929 | 10086700780001 | Ladda upp en bild av detta fornminne |
| Stenåsa 79:1                  | Röse                             |              | Stenåsa, Öland      |       | 56.510039, 16.538905 | 10086700790001 | Ladda upp en bild av detta fornminne |
| Stenåsa 86:1                  | Stensättning                     |              | Stenåsa, Öland      |       | 56.503769, 16.612947 | 10086700860001 | Ladda upp en bild av detta fornminne |
| Stenåsa 89:1                  | Gravfält                         |              | Stenåsa, Öland      |       | 56.497379, 16.608897 | 10086700890001 | Ladda upp en bild av detta fornminne |
| Stenåsa 90:1                  | Stensättning                     |              | Stenåsa, Öland      |       | 56.497041, 16.607741 | 10086700900001 | Ladda upp en bild av detta fornminne |
| Pannkakestenen (Stenåsa 95:1) | Hällristning                     |              | Stenåsa, Öland      |       | 56.507596, 16.579196 | 10086700950001 | Ladda upp en bild av detta fornminne |
| Stenåsa 106:1                 | Stensättning                     |              | Stenåsa, Öland      |       | 56.548674, 16.576974 | 10086701060001 | Ladda upp en bild av detta fornminne |
| Stenåsa 106:2                 | Grav markerad av sten/block      |              | Stenåsa, Öland      |       | 56.548792, 16.576818 | 10086701060002 | Ladda upp en bild av detta fornminne |
| Stenåsa 106:3                 | Grav markerad av sten/block      |              | Stenåsa, Öland      |       | 56.548797, 16.577039 | 10086701060003 | Ladda upp en bild av detta fornminne |
| Stenåsa 106:4                 | Stensättning                     |              | Stenåsa, Öland      |       | 56.548785, 16.576607 | 10086701060004 | Ladda upp en bild av detta fornminne |
| Stenåsa 107:1                 | Stensättning                     |              | Stenåsa, Öland      |       | 56.550778, 16.574572 | 10086701070001 | Ladda upp en bild av detta fornminne |
| Stenåsa 113:1                 | Stensättning                     |              | Stenåsa, Öland      |       | 56.529701, 16.567907 | 10086701130001 | Ladda upp en bild av detta fornminne |
| Stenåsa 115:1                 | Hällristning                     |              | Stenåsa, Öland      |       | 56.516604, 16.556800 | 10086701150001 | Ladda upp en bild av detta fornminne |
| Stenåsa 120:1                 | Husgrund, förhistorisk/medeltida |              | Stenåsa, Öland      |       | 56.511819, 16.621804 | 10086701200001 | Ladda upp en bild av detta fornminne |
| Stenåsa 121:1                 | Stensättning                     |              | Stenåsa, Öland      |       | 56.521194, 16.615447 | 10086701210001 | Ladda upp en bild av detta fornminne |
| Stenåsa 121:2                 | Grav markerad av sten/block      |              | Stenåsa, Öland      |       | 56.521054, 16.615326 | 10086701210002 | Ladda upp en bild av detta fornminne |
| Stenåsa 123:1                 | Stensättning                     |              | Stenåsa, Öland      |       | 56.520541, 16.617738 | 10086701230001 | Ladda upp en bild av detta fornminne |
| Stenåsa 124:1                 | Stensättning                     |              | Stenåsa, Öland      |       | 56.531295, 16.624193 | 10086701240001 | Ladda upp en bild av detta fornminne |
| Stenåsa 125:1                 | Stensättning                     |              | Stenåsa, Öland      |       | 56.530195, 16.623938 | 10086701250001 | Ladda upp en bild av detta fornminne |
| Stenåsa 126:1                 | Stensättning                     |              | Stenåsa, Öland      |       | 56.529854, 16.626300 | 10086701260001 | Ladda upp en bild av detta fornminne |
| Stenåsa 127:1                 | Stensättning                     |              | Stenåsa, Öland      |       | 56.529097, 16.624167 | 10086701270001 | Ladda upp en bild av detta fornminne |
| Stenåsa 128:1                 | Hällristning                     |              | Stenåsa, Öland      |       | 56.527534, 16.623429 | 10086701280001 | Ladda upp en bild av detta fornminne |
| Stenåsa 129:1                 | Grav markerad av sten/block      |              | Stenåsa, Öland      |       | 56.521374, 16.626644 | 10086701290001 | Ladda upp en bild av detta fornminne |
| Stenåsa 130:1                 | Stensättning                     |              | Stenåsa, Öland      |       | 56.519745, 16.629535 | 10086701300001 | Ladda upp en bild av detta fornminne |
| Stenåsa 132:1                 | Stensättning                     |              | Stenåsa, Öland      |       | 56.527243, 16.610174 | 10086701320001 | Ladda upp en bild av detta fornminne |
| Stenåsa 133:1                 | Stensättning                     |              | Stenåsa, Öland      |       | 56.532657, 16.627386 | 10086701330001 | Ladda upp en bild av detta fornminne |
| Stenåsa 136:1                 | Stensättning                     |              | Stenåsa, Öland      |       | 56.542651, 16.571094 | 10086701360001 | Ladda upp en bild av detta fornminne |
| Stenåsa 137:1                 | Stensättning                     |              | Stenåsa, Öland      |       | 56.550919, 16.551345 | 10086701370001 | Ladda upp en bild av detta fornminne |
| Stenåsa 139:1                 | Hällristning                     |              | Stenåsa, Öland      |       | 56.527951, 16.585075 | 10086701390001 | Ladda upp en bild av detta fornminne |